# Godło Uzbekistanu
Godło Uzbekistanu w swej obecnej formie zostało przyjęte 2 lipca 1992. Jest ono częściowo wzorowane na godle z czasów Uzbeckiej SRR.
Ma ono formę okrągłą i zawiera narodowe barwy, umieszczone na fladze Uzbekistanu: niebieską, białą, zieloną i czerwono-pomarańczową. Od lewej strony godło jest otoczone przez gałązkę bawełny z otwartymi torebkami nasiennymi, zaś od prawej – przez stylizowane kłosy pszenicy. Zarówno gałązka jak i kłosy przepasane są wstęgą w barwach flagi państwowej, na której u dołu napisano nazwę kraju w języku uzbeckim: „OʻZBEKISTON”. 
U góry znajduje się hilal (półksiężyc) – symbol islamu – religii wyznawanej przez większość obywateli Uzbekistanu. 
Centralnym elementem godła jest mityczny ptak Huma (uzb. Xumo), symbol powodzenia, szczęścia i wolności, przedstawiony z rozpostartymi skrzydłami. Za nim widnieje rolniczy krajobraz Uzbekistanu oraz wschodzące zza gór słońce z rozchodzącymi się dokoła promieniami. 
Znajdujące się z tyłu, na tle gór, dwie rzeki symbolizują Amu-darię i Syr-darię.

## Wersje historyczne godła

Godło Bucharskiej Ludowej Republiki Radzieckiej w latach 1920–1925
Godło Uzbeckiej Socjalistycznej Republiki Radzieckiej w 1931
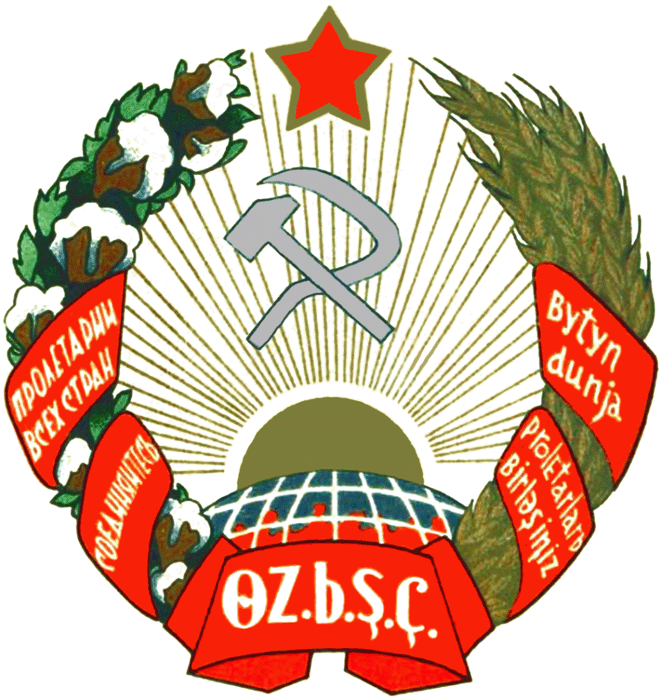
Godło Uzbeckiej SRR w latach 1931–1947
Godło Uzbeckiej SRR w latach 1947–1978
Godło Uzbeckiej SRR w latach 1978–1992